# Sympiesis feketei
Sympiesis feketei is een vliesvleugelig insect uit de familie Eulophidae. De wetenschappelijke naam is voor het eerst geldig gepubliceerd in 1939 door Györfi.